# Svenska Järnvägsklubben
Svenska Järnvägsklubben, eller SJK som det förkortas och vardagligt kallas, är en förening för järnvägsintresserade som bildades våren 1958. SJK:s huvudsakliga uppgift är att föra samman järnvägsintresserade och se till att järnvägsintresset gynnas. SJK arrangerar även en del resor som då oftast sker med speciella inhyrda tåg. 

## Verksamhet

### Lokalavdelningar
SJK har lokalavdelningar på 13 platser i landet. Dessa har vanligtvis ett möte per månad med föredrag/filmvisning/bildvisning.

### Resor
Resor med extratåg utgör en viktig del av föreningens verksamhet, under föreningens första 25 år genomfördes 195 sådana resor. I samband med förenings årsmöte brukar en resa företagas. Resor har vanligen skett med inhyrda veterantåg och förekommit till alla delar av Sverige, samt dessutom i Danmark, Norge, Österrike, Finland, Polen, Storbritannien, DDR och Västtyskland.

### Småbaneavdelning
År 1975 startade SJK en särskild småbaneavdelning. Denna avdelning har gett ut en del böcker om Svenska småbanor och industrilok.
| Titel                       | Utgivningsår |
| --------------------------- | ------------ |
| Industrilok i Närke         | 1981         |
| Industrilok i Södermanland  | 1982         |
| Industrilok i Västergötland | 1984         |
| Bjurström-lokomotorer       | 1989         |

### Eget tåg

#### Smalspår
SJK bedrev åren 1959-1963 verksamhet vid på 600-millimetersbanan vid Lina Tegelbruk bland annat med ångloken Lotta och Dylta. Denna verksamhet övertogs den 14 februari 1964 av en fristående förening Östra Södermanlands Järnväg.

#### Normalspår
År 1969 fick SJK i gåva från TGOJ tre personvagnar och en resgodsvagn. År 1972 köpte SJK in ångloket Sb 1306 från SJ. Åren 1970-1974 köptes fler personvagnar in från SJ. Åren 1977-1978 sålde SJK sina personvagnar till andra föreningar.

### Diskussionsforumet Postvagnen
SJK:s diskussionsforum Postvagnen som startade 1996 är avsett för diskussioner om saker som berör järnväg . Diskussionsforumet hade under en genomsnittlig dag cirka 100 000 träffar och var därmed Sveriges största järnvägsforum. Forumet hade cirka 1 900 medlemmar (november 2020). Forumet stängdes i januari 2023 och återöppnade i februari 2023 som ett internt forum endast för medlemmar under en tid. Under hösten 2023 återöppnades forumet även för icke medlemmar och är därmed åter öppet för alla. 
Bland Postvagnens deltagare fann man förutom järnvägsintresserade i allmänhet även många som har järnvägen som arbetsplats, i form av till exempel lokförare eller ingenjörer. Många av de aktiva deltagarna besatt stora kunskaper inom ämnesområden som järnvägars teknik, trafik, historia och regelverk. Ofta fann man här insiderinformation om senaste nytt från järnvägssverige. Diskussioner kunde röra allt som på något sätt är relaterat till järnväg.
Bland Postvagnens besökare finns även många duktiga fotografer. En populär aktivitet är bildgåtor, där deltagarna inbjuds att gissa var och när en bild är tagen, och vad bilden föreställer. Rätt svar kommer ofta inom loppet av ett par minuter, även för gåtor som kan tyckas svårknäckta.

### Trycksaker
SJK ger sedan år 1966 ut en tidning som heter just Tåg. Denna tidning handlar om järnväg och följer även järnvägens utveckling. Föreningen har även ett bokförlag som ger ut flera nya titlar varje år. I Svenska järnvägsklubbens skriftserie finns 95 böcker utgivna under perioden 1963-2017. Dessutom finns cirka 30 böcker utgivna utanför skriftserien. SJK har dessutom gett ut vykort samt reproduktioner av äldre fotografier och ritningar.
| Nr | Titel                                        | Utgivningsår |
| -- | -------------------------------------------- | ------------ |
| 1  | Skogsbana                                    | 1963         |
| 2  | Ånglok tillverkade i Sverige                 | 1964         |
| 3  | Säröbanan                                    | 1966         |
| 4  | Laxå-Röfors Järnväg                          | 1968         |
| 5  | Gruvgården-Fors Järnväg                      | 1968         |
| 6  | Dannemora-Hargs Järnväg                      | 1969         |
| 7  | Svenska Lok och Motorvagnar 1969             | 1969         |
| 8  | Den rullande materielen vid SWB 1872-1944    | 1971         |
| 9  | Svenska Lok och Motorvagnar 1971             | 1971         |
| 10 | SJ Ånglok Littera A                          | 1971         |
| 11 | Svenska Personvagnar och Motorvagnssläp 1972 | 1972         |
| 12 | SJ Diesellok litt. Z66                       | 1973         |
| 13 | Normalspåriga ånglok vid SJ                  | 1973         |
| 14 | Svenska Lok och Motorvagnar 1973             | 1974         |
| 15 | Svenska Industrimotorlok 1                   | 1974         |
| 16 | SJ ånglok litt. Sb                           | 1975         |
| 17 | GDG ellok litt. O                            | 1976         |
| 18 | Svenska Lok och Motorvagnar 1976             | 1976         |

## Medlemsantal
| År    | 1962 | 1972 | 1982 | 1989 | 2019 |
| ----- | ---- | ---- | ---- | ---- | ---- |
| Antal | 560  | 2421 | 4261 | 4965 | 4214 |